# 平林克理
平林克理（1969年—），日本男性電影導演、編劇。

## 人物簡介
1969年在埼玉縣出生。神奈川工科大學工學院電気工學科在學時期是電影研究會所屬，畢業後作為鎌倉電影塾2期生入塾。並以助理導演的身分參加過是枝裕和、西川美和、中島哲也、中村義洋執導的作品。2009年，以《我們在那一片天空下》成為他的導演處女作。

## 作品列表

### 電影
- BUGS（1997年）－助理導演
- man-hole（日语：man-hole）（2001年）－助理導演
- river（日语：river (2003年の映画)）（2003年）－助理導演
- 225漫遊異境（日语：ルート225）（2006年）－助理導演
- 家鴨與野鴨的投幣式置物櫃（2007年）－助理導演
- 我們在那一片天空下（日语：僕らはあの空の下で）（2009年）－導演、編劇
- 魚的故事（日语：フィッシュストーリー）（2009年）－助理導演
- 親愛的醫生（日语：ディア・ドクター）（2009年）－助理導演
- 布丁武士（2010年）－助理導演
- Golden Slumbers（2010年）－助理導演
- 電影 怪物小王子（2011年）－助理導演
- 洋芋片（日语：ポテチ (伊坂幸太郎)#映画）（2012年）－助理導演
- 企鵝夫婦（2012年）－導演、編劇[3]
- 再見了，各位（日语：みなさん、さようなら (小説)#映画）（2012年）－助理導演
- 男子高中生的日常（2013年）－助理導演
- Love-Craft Girl（2013年）－導演[4]
- 屌絲騎士（日语：やるっきゃ騎士）（2015年）－導演、編劇[5][6]

### 非戲院首映
- 遺憾的孩子，小野（2011年）－導演
- 打女 一（2011年）－導演

### 電視劇
東京電視台
- 戀聲情人夢（2016年）－導演
- 投資者Z（日语：インベスターZ）（2018年）－演出
- Hi-posi 1986年，第二次的青春。（日语：ハイポジ (漫画)#テレビドラマ）（2020年，與大阪電視台、BS東視共同製作）－導演

其它電視台
- 預告犯 -THE PAIN-（2015年，WOWOW，第2話、第4話、第5話）－導演
- 鄰座同學是怪咖（2015年，每日放送）- 演出
- 私愛家康（2017年，名古屋電視台）－導演

### WEB
- Studio Alice（日语：スタジオアリス）25週年特別企劃「25 photo story」－導演、編劇

## 外部連結
- 平林克理的X（前Twitter） （日語）
- 平林克理 （页面存档备份，存于） （日語）－allcinema（日语：allcinema）
- 平林克理 （日語）－KINENOTE
- 日本電影數據庫（JMDb）上平林克理的資料（日語）
- Katsutoshi Hirabayashi在互联网电影资料库（IMDb）上的資料（英文）